# Bogomil
Se presupune că Bogomil (Богомил) a fost un călugăr bulgar cu intenții reformatoare, care ar fi trăit către sfârșitul secolului al IX-lea.
Bogomilismul a cunoscut o largă răspândire pe cuprinsul Peninsulei Balcanice în evul mediu, în special între secolele al IX-lea și al XIV-lea, având ca principal centru de iradiere Bulgaria de astăzi. Principala caracteristică a acestei credințe a constituit-o viziunea dualistă, radicala separație între Bine și Rău, motiv pentru care a fost considerată de către unii istorici și teologi drept o verigă între maniheismul din secolul al III-lea, paulicianismul din Bizanțul veacurilor al VI-lea-al VII-lea și curentele dualiste din Occidentul medieval, precum mișcarea albigensă sau cea a catharilor.

## Vezi și
- Bogomilism